# Ivan Beghin
Ivan Beghin (Gante, 24 de março de 1932 - Bruges, 16 de abril de 2015) foi um médico, pesquisador, pensador e professor voltado ao campo de Nutrição humana e Saúde Pública.

## Biografia
Trabalhou no Instituto de Nutrição da América Central e Panamá (INCAP), na Bélgica lecionou no Instituto de Medicina Tropical da Antuérpia, foi consultor da Organização Mundial da Saúde, membro da Royal Academy of Overseas Sciences e da Nutrition Tier Monde.
No Brasil contribuiu para o II Programa Nacional de Alimentação e Nutrição, atuou também na Universidade Federal de Pernambuco (II PRONAN).

## Publicações
- Beghin I, Fougère W, King W. L'Alimentation et la Nutrition en Haiti. Institut du Développement Economique et Social: Université de Paris: Etudes "Tiers Monde". Universitaires de France. 8º Publications; 1970. 248p.
- Beghin I. Nutritional rehabilitation centers in Latin América: a critical assessment. Am J Clin Nutr. USA.1970; 23(11): 1412-7.
- Beghin I, Canto J, Teller CH. Desnutricion, desarrollo nacional y planificacion. Bol of Sanit Panam.1980: 89 (6): 505-15
- Beghin I. La nutrition en los proyectos de desarrollo rural. Informe de una misión en el Ecuador. Food and Agriculture Organization; Rome, 1983
- Tonglet R, Mudosa M, Badashonderana M, Beghin I, Hennart P. The causal model approach to nutritional problems: an effective tool for research and action at the local level. Bull World Health Organ. 1992; 70 (6): 715-23
- Beghin I, Cap M, Dujardin B. Guia para evaluar el estado de nutrición. Washington, DC: OPS (Publicación Científica, 515); 1989.